# Garibald (langobarder)
Garibald (ca. 665 – ?) var en langobardisk konge af Italien der kortvarigt regerede i år 671. Han var søn af den tidligere konge Grimoald af Benevento og Theodota, datter af Aripert I. Efter hans fars død arvede Garibald tronen, men han var stadig et barn og da Perctarit – der før havde regeret i perioden 661 til 662, men var blevet fortrængt fra tronen af Garibalds far Grimoald, og derefter søgt tilflugt hos frankerne i Neustrien – da han nu hørte om Grimoalds død, vendte han hurtigt tilbage fra sin landflygtighed og hans mange tilhængere sørgede for at han fik tronen. Garibald nåede kun at være konge nogle få uger eller måneder. Paulus Diaconus skriver at Garibald flygtede fra Pavia, men hans videre skæbne derefter kendes ikke.